# Fuldamobil S-5
Das Fuldamobil S-5 ist ein Automodell der Elektromaschinenbau Fulda GmbH und wurde unter der Marke Fuldamobil angeboten. Es erschien 1955 als Nachfolger des Fuldamobil S-2. Parallel entstand das Fuldamobil S-4 mit gleicher Technik, aber geschlossener Limousinen-Karosserie in größeren Stückzahlen. Erst 1957 erschien mit dem Fuldamobil S-7 wieder ein offenes Fahrzeug.

## Karosserie
Die offene zweitürige Karosserie bot Platz für zwei Personen. 

## Antrieb
Der luft- bzw. gebläsegekühlte Einzylinder-Zweitaktmotor von Fichtel & Sachs verfügte über 191 cm³ Hubraum und leistete 10 PS. Er war vor der mit Schmalspur ausgestatteten Hinterachse montiert und trieb die Hinterräder an. Auf Wunsch war auch eine Dreiradausführung mit einem einzelnen Hinterrad erhältlich. Die Höchstgeschwindigkeit betrug 85 km/h.

## Neupreis und Stückzahl
Der Neupreis betrug 2780 DM. Es entstanden zwischen September 1955 und Oktober 1956 etwa 168 Exemplare der Modelle S-4 und S-5.